# Dieudonné Evou Mekou
Dieudonné Evou Mekou est un banquier et haut fonctionnaire camerounais. Il est, depuis 2022, président de la Banque de développement des États de l’Afrique centrale (BDEAC). Sous sa direction, l’institution s’inscrit dans un plan de transformation visant à la moderniser et à renforcer son rôle dans le financement du développement en zone CEMAC.

## Biographie

### Enfance, formations et débuts
Dieudonné Evou Mekou est un neveu de Paul Biya.

### Carrière
La carrière de Dieudonné Evou Mekou se déroule au sein des institutions économiques et financières de l’Afrique centrale. En avril 2022, il est nommé à la tête de la BDEAC ; cette désignation, intervenue alors que la présidence tournante de la CEMAC était assurée par le Cameroun, a fait l’objet d’une contestation publique des autorités tchadiennes, avant sa prise effective de fonctions. La contestation formulée par le Tchad au moment de sa nomination à la présidence de la BDEAC, en mai 2022, a mis en lumière des tensions politiques au sein de la CEMAC autour des équilibres institutionnels et des procédures de désignation des dirigeants d’organisations régionales.
Le 8 septembre 2023, comme nouveau président de la BDEAC, il est reçu à Yaoundé par le ministre camerounais de l’Économie.
À la tête de la BDEAC, Dieudonné Evou Mekou engage « Azobé », un programme de modernisation et de montée en puissance de l’institution afin d’accroître la capacité de financement des projets structurants dans les pays membres et d’améliorer la gouvernance interne de la banque.